# I Luxembourgträdgården
I Luxembourgträdgården (finska: Pariisin Luxembourgin puistossa) är en målning av den finländske målaren Albert Edelfelt (1854–1905) från 1887.
Albert Edelfelt var under många år permanent bosatt i Paris och vistades sommartid på sitt sommarställe vid Haiko gård utanför Borgå. Målningen I Luxembourgträdgården är signerad 1887, året innan han ingick äktenskap med friherrinnan Ellan de la Chapelle och paret fick sitt enda barn, sonen Erik Edelfelt (1888–1910), och fyra år innan familjen flyttade från Paris till Helsingfors. 

## Målningen
Målningen avbildar en parkpublik i Luxembourgträdgården i Paris en solig vårsommardag. En grupp ammor och barnskötare sitter i förgrunden, ett par barn leker på sandplanen i bildens mitt och i bakgrunden syns barn och ammor vid en mur framför det grågult färgade Luxembourgpalatset. I fonden till vänster finns också lövträd i vårgrönska.
Edelfelt gjorde förstudier till målningen i april 1886 och utförde den i Paris i maj-juli 1886 och i Haiko samma sommar, för att slutföra den i Paris i april 1887. 

## Proveniens
Målningen hade beställts i februari 1886 av Herman Standertskjöld-Nordenstam (1854–1934) på Gumtäkt gård utanför Helsingfors. Edelfelt hade gjort två pasteller med motiv från Boulogneskogen och från Luxembourgträdgården för Standertskjöld att välja mellan, och köparen valde bägge. Albert Edelfelt ställde ut den då precis färdigställda målningen tillsammans med Flickor i båt, Augusti, Timmerflotte och Paris i snö på en utställning i Petit Palais i Paris i maj 1887.
Den finns nu på Ateneum i Helsingfors, som köpte den i mars 1908. På Ateneum finns också ett antal kompositionsutkast och detaljstudier till målningen från 1886.
I en tidigare målning från 1881–82, Från direktoratets tid, finns en liknande parkmiljö från Palais-Royals trädgård.